# Керрі Каннінгем
Керрі Каннінгем (англ. Carrie Cunningham; нар. 28 квітня 1972) — колишня американська тенісистка.
Найвищу одиночну позицію світового рейтингу — 38 місце досягла 18 лютого 1991, парну — 56 місце — 9 грудня 1991 року.
Здобула 1 одиночний титул туру ITF.
Найвищим досягненням на турнірах Великого шолома було 4 коло в одиночному розряді.
Завершила кар'єру 1994 року.

## Основні моменти кар'єри в одиночному розряді
Найважливіші моменти кар'єри Каннінгем включають 32 місце у світовому рейтингу в 1991 році, а в кінці року вона посіла 51 місце після того, як дійшла до третіх раундів на Відкритому чемпіонаті Австралії та Франції.
Її найкращим виступом на турнірах Великого шолома був вихід до 4-го раунду (раунд 16) на Відкритому чемпіонаті США 1992 року, де вона програла півфіналістці Мануелі Малєєвій-Франьєр, 6-3, 7-5. У 1989-1991 роках вона доходила до другого кола на Вімблдоні. Вона також має один титул Великого шолома серед юніорів — Відкритий чемпіонат США серед юніорів 1988 року.

## Основні моменти парного розряду
Каннінгем також виступала в парному розряді, дійшовши до одного фіналу WTA — 1991 Tokyo International, з партнеркою по парному розряду Лаурою Гільдемайстер, програвши 6-3, 6-3 команді Пем Шрайвер і Мері Джо Фернандес. Вона також є переможницею Національного чемпіонату США серед дівчат до 18 років у парному розряді, коли вона в команді з Андреа Фарлі завоювала корону 1988 року на глиняних кортах.

## Фінали

### Парний розряд (0–1)
| Перемога – Легенда            |
| Турніри Великого шолома (0–0) |
| Турніри Туру WTA (0–0)        |
| Tier I (0–0)                  |
| Tier II (0–1)                 |
| Tier III (0–0)                |
| Tier IV (0–0)                 |
| Tier V (0–0)                  |

| Титули за покриттям |
| Тверде (0–1)        |
| Трава (0–0)         |
| Ґрунт (0–0)         |
| Килим (0–0)         |

| Результат | W/L | Дата     | Турнір        | Покриття | Партнерка   | Суперниці                      | Рахунок  |
| --------- | --- | -------- | ------------- | -------- | ----------- | ------------------------------ | -------- |
| Поразка   | 0–1 | Вер 1991 | Токіо, Японія | Тверде   | Лаура Аррая | Мері Джо Фернандес Пем Шрайвер | 3–6, 3–6 |